# Liste der Landeshauptleute Südtirols
Die Liste der Landeshauptleute Südtirols führt alle Landeshauptleute von Südtirol auf.
Im Geltungszeitraum des „Ersten Autonomiestatuts“ (siehe Autonomie Südtirols) hatte der Südtiroler Landeshauptmann lediglich nachrangige Befugnisse. Dies änderte sich mit dem Inkrafttreten des „Zweiten Autonomiestatuts“ 1972, das Südtirol stark erweiterte Kompetenzen verschaffte. Anders als der direkt gewählte Trentiner Landeshauptmann wird der Landeshauptmann in Südtirol vom Südtiroler Landtag gewählt.
| Landeshauptmann  | Partei | Amtszeit       |
| ---------------- | ------ | -------------- |
| Karl Erckert     | SVP    | 1948–1955      |
| Alois Pupp       | SVP    | 1956–1960      |
| Silvius Magnago  | SVP    | 1960–1989      |
| Luis Durnwalder  | SVP    | 1989–2014      |
| Arno Kompatscher | SVP    | 2014–amtierend |